# John van Hengel
Pour les articles homonymes, voir Hengel.
John van Hengel (21 février 1923 Waupun, Wisconsin - 5 octobre, 2005) était un militant américain à qui l'on doit en 1967 la fondation à Phoenix (Arizona) de St. Mary's foodbank, la toute première banque alimentaire au monde. Il fonda plus tard en 1979 le réseau de banques alimentaires américaines Second Harvest.